# Сејлем (Мисури)
Сејлем (енгл. Salem) град је у америчкој савезној држави Мисури.

## Демографија
По попису из 2010. године број становника је 4.950, што је 96 (2,0%) становника више него 2000. године.
| Група             | 2000.         | 2010.         |
| Белци             | 4.693 (96,7%) | 4.711 (95,2%) |
| Афроамериканци    | 36 (0,7%)     | 26 (0,5%)     |
| Азијати           | 8 (0,2%)      | 8 (0,2%)      |
| Хиспаноамериканци | 40 (0,8%)     | 58 (1,2%)     |
| Укупно            | 4.854         | 4.950         |